# الکساندر برادشاو
 الکساندر برادشاو (انگلیسی: Alexander Bradshaw؛ زاده ۱۲ ژوئیهٔ ۱۹۴۴) یک فیزیک‌دان اهل بریتانیا است.